# Socom II: U.S. Navy Seals
SOCOM II: US Navy SEALs är ett spel för Playstation 2, utvecklat av Zipper Interactive och publicerat av Sony Computer Entertainment. Spelet är uppföljaren till SOCOM: U.S. Navy SEALs.

## Gameplay
Spelet är ett taktiskt skjutspel som spelas ur ett tredjepersonperspektiv och som kombinerar fyra element: strategi, hälsa, reflex och koordination. Det finns 12 olika enspelaruppdrag i fyra regioner: Albanien, Algeriet, Brasilien och Ryssland. Det finns fem olika rankningar som kan spelas i spelet: rekryt, löjtnant, kommendör, kapten och amiral. Varje uppdrag har primära mål, sekundära mål, och dolda bonusmål. 
Spelaren måste fylla i alla de primära målen för att vinna ett uppdrag, de sekundära målen och bonusmålen är valfria. När man väljer vapen kan spelaren välja ett primärt vapen, som till exempel en automatkarbin eller maskinpistol, ett sekundärt vapen (som pistol), och tre olika taktiska föremål (exempelvis ett kikarsikte för prickskyttegevär eller granater). 
Spelaren kan låsa upp nya modeller för multiplayer (flerspelarläge) samt filmer, musik, planscher med mera. 
I spelets multiplayerdel krävs en bredbandsanslutning för uppspelning. Man ställer upp två lag av marinsoldater och terrorister med upp till åtta spelare av varje. Den förvalda rundan är 6 minuter lång, för att vinna så måste ett lag vinna minst 6 av 11 möjliga rundor.